# 프로메테우스 계획

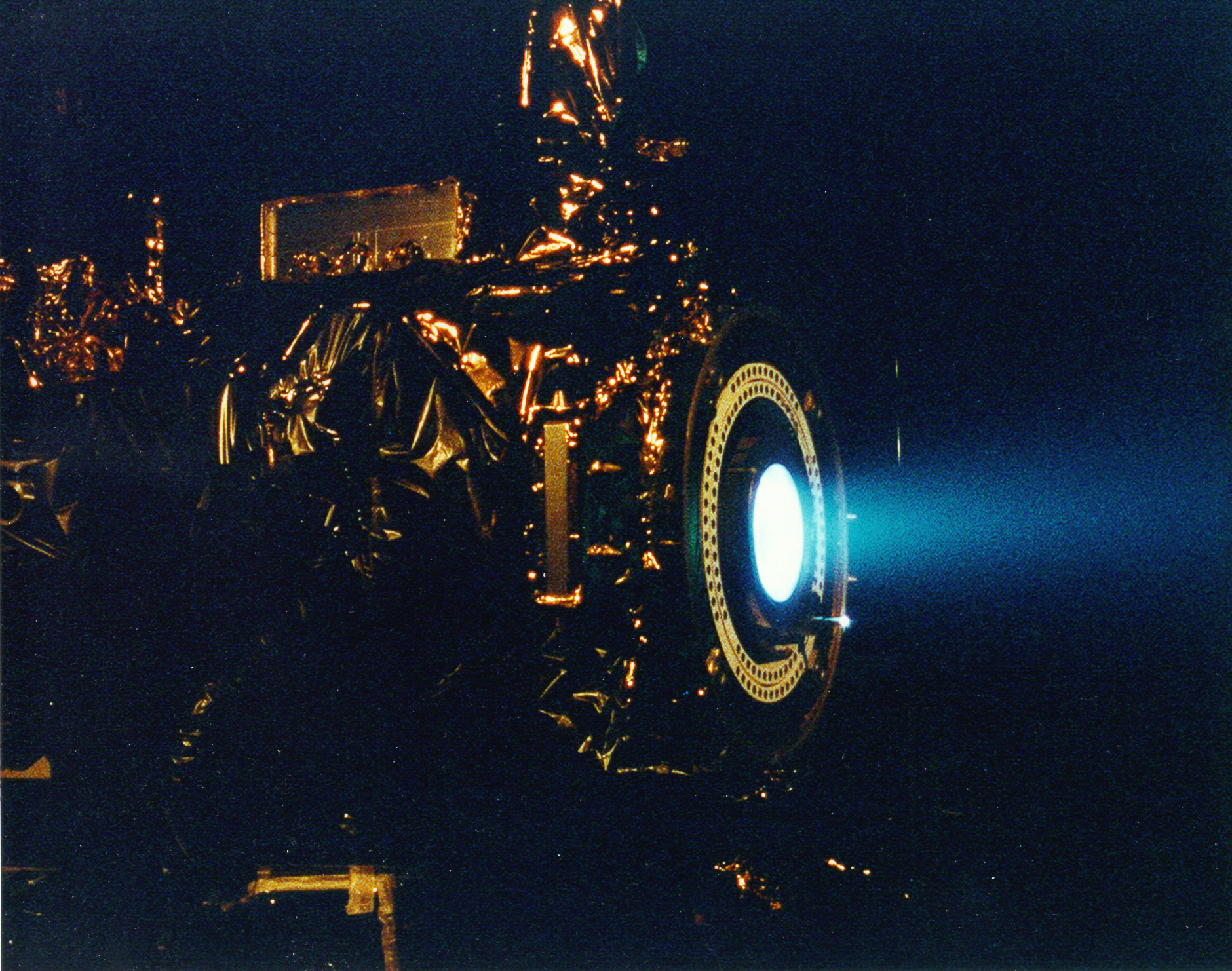
딥 스페이스 1호 이온 엔진

프로메테우스 계획(영어: Project Prometheus)은 2003년에 미국 항공 우주국 (NASA)에 의해 시작된 장기간 우주 항해 임무에 사용할 수 있는 원자력 발전 시스템 개발 계획이다. 1972년 NERVA 계획이 중단 된 이후 NASA에 있어서 원자력 추진에 관한 본격적 프로그램이다. 그러나 이 계획은 2005년에 중단되었다. 예산은 2005년에 430만 달러, 2006년에는 90만 달러의 중단 비용을 포함하여 불과 100만 달러였다.

## 명칭
원래 이름은 "Nuclear Systems Initiative"였다. 프로메테우스 계획이라는 이름은 그리스 신화에 등장하는 프로메테우스에서 유래한다. NASA는 프로메테우스라는 이름은 자연을 이해하기 위해 또한 태양계의 장기 탐사를 가능하게 하는 새로운 도구를 확립하는 희망이 담겨 있다고 말하고 있다.

## 목적
태양계의 외부 행성 탐사 내용은 태양에서 멀리 있기 때문에 탑재 기기와 이온 엔진을 달리는 태양 전지가 작동하지 않아 극히 제한되어 있었다. 보이저 계획과 갈릴레오와 같은 이전의 외부 행성 탐사에서는 원자력 전지가 사용되고 있었다. 방사성 동위 원소의 자연 붕괴에 의한 열을 이용하는 이전과는 달리, 프로메테우스 계획은 작은 원자로를 주요 동력원으로 이용하는 계획이다.

## 같이 보기
- 핵분열